# Luis Posadas Fernández
Luis Posadas Fernández (Motril, provincia de Granada, 1957) es un farmacéutico y botánico español.

## Biografía
Nació en la ciudad granadina de Motril en el año 1957. Farmacéutico, experto en Ciencias Ambientales, actualmente pertenece al grupo de investigación de Biología de la Conservación de la Universidad de Almería y es miembro de la Sociedad Española de Biología de Conservación de Plantas.

## Obra
Entre otros ha participado en los siguientes trabajos:
- "Nuevas aportaciones al Catálogo Florístico de la provincia de Almería" New records for the Flora of Almería province Luis Posadas, Andrés Ivorra, Jesús Vílchez, Francisco Javier Pérez-García, Juan Francisco Mota & Francisco Rodríguez. Anales de Biología nº 37 (2015): 123-127. https://www.um.es/analesdebiologia/numeros/37/PDF/37_2015_13.pdf

- " ESTRATEGIAS PARA LA CONSERVACIÓN DE ESPECIES RECIENTEMENTE DESCUBIERTAS Y QUE CARECEN DE AMPARO LEGAL: EL CASO DE Gadoria Falukei GÜEMES & MOTA ". L. Posadas, F. Rodríguez, A. Ivorra, J. Vílchez; H. Schwarzer, J.F. Mota & J. Güemes. Comunicación oral en el VI Congreso de Biología de la Conservación de Plantas. 2013 Libro de Resúmenes del 6º Congreso de Biología de la Conservación de las Plantas, p. 42

- " El guayule, Parthenium argentatum A. Gray (Asteraceae), asilvestrado en Almería (España).The guayule, Parthenium argentatum A. Gray (Asteraceae), casual alien plant in Almería province (Spain) ". Francisco Rodríguez, Luis Posadas Fernández, Jesús Vilchez, Andrés Ivorra & Agustín Lahora, Anales de Biología nº 33 (2011): 103-106.

- " Nuevas citas para la flora de la provincia de Almería (España)New references for the flora of the province of Almería, South Eastern Spain".Andrés Ivorra, Luis Posadas, Jesús Vílchez, Francisco Rodríguez. Anales de Biología 33 (2011): 175-177

- Luis Posadas Fernández. (2009) Digitalis L. En G. Blanca, B. Cabezudo, M. Cueto, C. Fernández López & C. Morales Torres (eds.), Flora Vascular de Andalucía Oriental 3: 388-391. Consejería de Medio Ambiente, Junta de Andalucía, Sevilla. ISBN 978-84-92807-12-3.

- Contribución al conocimiento de la pteridoflora de Andalucía: sobre el género Ophioglossum L. en Almería. Juan Francisco Mota Poveda, Francisco J. Pérez-García, Luis Posadas Fernández, Agustín Lahora Cano, Pedro Soria, Antonio J. Mendoza, Ana J. Sola. Acta botánica malacitana 32: 245-248, ISSN 0210-9506 2007

- Razones para conservar la diversidad vegetal. Especies prioritarias. Juan Francisco Mota Poveda, L. Posadas, P. Soria. Flora amenazada de la provincia de Almería: una perspectiva desde la biología de la conservación / coord. por Miguel Cueto, Juan Francisco Mota Poveda, M. Encarnación Merlo Calvente, 2003, ISBN 84-8240-619-1, p. 19-34

- "Generalidades sobre la estructura de las poblaciones de plantas. Jerarquía de tamaños y rendimiento. Estructura espacial de las poblaciones vegetales. Estructura de edades. Estructura genética de las poblaciones de plantas. Biología de poblaciones. Estructura de las poblaciones: edades, tamaños y fases. Tasa de supervivencia. Fecundidad. Tablas de vida. Poblaciones estructuradas y matrices de proyección. Crecimiento poblacional y distribución estable de edades. Análisis de susceptibilidad y elasticidad. Análisis de viabilidad". Antonio Aguilera, Juan Francisco Mota Poveda, L. Posadas, M. L. Jiménez-Sánchez, Francisco J. Pérez-García, María Luisa Rodríguez-Tamayo, A. José Sola. Flora amenazada de la provincia de Almería: una perspectiva desde la biología de la conservación / coord. por Miguel Cueto, Juan Francisco Mota Poveda, M. Encarnación Merlo Calvente, 2003, ISBN 84-8240-619-1, p. 129-162

- "La Sierra de Gádor como territorio crítico para la conservación de la Flora Amenazada, el laboratorio de propagación vegetal: Una Herramienta para la conservación".(2009). Mª Luisa Jiménez Sánchez, Franciso Pérez García, Luis Posadas Fernández, Pedro Soria Estevan, María Luisa Rodríguez Tamayo, Ana Sola Gómez, Juan Antonio Garrido Becerra, Fabián Martínez Hernández, José Miguel Medina Cazorla, Antonio Mendoza Fernández, Antonio Aguilera, Esther Jiménez, Encarnación Merlo, Juan Francisco Mota Poveda, A. Delgado, B. Garrido, C. Rodríguez Hiraldo.

- "Uso de marcadores moleculares en el estudio filogeográfico de Jurinea pinnata: Aplicaciones para la conservació" (2009). Esteban Salmerón, Luis Posadas Fernández, Rafael Lozano, J.M. González Cabezuelo, Fabian Martínez Hernández, Encarnación Merlo. Juan Francisco Mota Poveda.

- "Sobre el estado de conservación de Scrophularia arguta Aiton en la Península Ibérica." A.Lahora, H. Schwarzer, F.J. Pérez-García, M.L. Jiménez-Sánchez, M.L. Rodríguez-Tamayo, A.J. Sola, F. Martínez, J.A Garrido-Becerra, J.M. Medina-Cazorla, A. Mendoza, L. Posadas y J.F. Mota.

- Autor de todas las fotografías de la Obra de Francisco Torres Nombres y usos tradicionales de las plantas silvestres en Almería (Estudio lingüístico y etnográfico), Almería, Instituto de Estudios Almerienses de la Diputación de Almería y Cajamar, 2004, 352 p.

- Mota JF, Merlo ME, Jiménez-Sánchez ML, Sola AJ, Pérez-García FJ, Posadas L, Soria P, Aguilera AM, Masip R & Rodríguez-Tamayo ML. 2003. Limonium estevei Fern. Casas. en Atlas y Libro rojo de la Flora vascular amenazada de España (Bañares A, Blanca G, Güemes J, Moreno JC & Ortiz S, eds.). Madrid: Dirección General de Conservación de la Naturaleza. p. 325-353.

- "Nueva citas para la flora de la provincia de Almería (Sureste Ibérico, España)". Juan F. Mota, Agustín Lahora, Francisco J. Pérez-García, Juan A. Garrido-Becerra, Luis Posadas Fernández, Fabián Martínez-Hernández, José M. Medina-Cazorla & Antonio J. Mendoza-Fernández. Anales de Biología 31: 57-58 (2009)

- AGUILERA, A., P. SORIA, L. POSADAS, M. S. MARÍN,M.L. JIMÉNEZ-SÁNCHEZ, M.L. RODRÍGUEZTAMAYO,A.J. SOLA, F. J. PÉREZ-GARCÍA & J.F. MOTA, 2003. Seseli intricatum Boiss. In: J. F. Mota, M. E. Merlo & M. Cueto (eds.), Flora amenazada de la provincia de Almería: una perspectiva desde la Biología de la Conservación, 283-285. UAL-IEA. Almería.

- GIMÉNEZ, E., P. SORIA, A. AGUILERA, L. POSADAS,A.J. SOLA, M.L. JIMÉNEZ-SÁNCHEZ, M.L. RODRÍGUEZ-TAMAYO, D. ALCARAZ, F.GOMEZ MERCADO & J.F. MOTA, 2003. Polycarpon polycarpoides (Biv.) Fiori subsp. herniarioides (Ball) Maire & Weiller. In: J.F. Mota, M.E. Merlo & M. Cueto (eds.), Flora amenazada de la provincia de Almería: una perspectiva desde la Biología de la Conservación, 277-278 p. UAL-IEA. Almería.

- MOTA, J.F., P. SORIA, L. POSADAS, M.S. MARÍN, F.J. PÉREZ-GARCÍA, A.J. SOLA, M.L. JIMÉNEZ SÁNCHEZ, M.L. RODRÍGUEZ-TAMAYO, J.J. AMATE, E. GIMÉNEZ & A. AGUILERA, 2003. Coronopus navasii Pau. In: J. F. Mota, M.E. Merlo & M. Cueto (eds.), Flora amenazada de la provincia de Almería: una perspectiva desde la Biología de la Conservación, 255-256 p. UAL-IEA. Almería.

- POSADAS, L., P. SORIA, F.J. PÉREZ-GARCÍA, A.J. SOLA, M.L. JIMÉNEZ-SÁNCHEZ, M.L. RODRÍGUEZTAMAYO, M.A. RODRÍGUEZ, T. VIZCAÍNO, J.A. GARRIDO, M. CUETO & J.F. MOTA, 2003. Linaria benitoi Fern. Casas. In: J.F. Mota, M.E. Merlo & M. Cueto (eds.), Flora amenazada de la provincia de Almería: una perspectiva desde la Biología de la Conservación, 269-270 p. UAL-IEA. Almería.

- MOTA, J.F., L. POSADAS, P. SORIA & A. AGUILERA, 2003. Astragalus tremolsianus Pau, vida en las alturas. In: J. F. Mota, M. E. Merlo & M. Cueto (eds.), Flora amenazada de la provincia de Almería: una perspectiva desde la Biología de la Conservación, 160-162 p. UAL-IEA. Almería.

- LUIS POSADAS; PEDRO SORIA ESTEVAN; PÉREZ, F.J.; SOLA, A.J.; JIMÉNEZ, M.L.; RODRÍGUEZ, M.L.; CUETO, M.; MOTA, J. F.; Mª ÁNGELES RODRÍGUEZ; TERESA VIZCAÍNO 2003. la flora amenazada de almería en tablas. especies en peligro: casos estudiados y fichas. linaria benitoi. 269-270

- CUETO, M.; RODRÍGUEZ, M.L.; A. LOZANO; L. POSADAS; CARLOS SALAZAR; VALLE, F.; NAVARRO, F.B. 2003. la flora amenazada de Almería en tablas. especies en peligro: casos estudiados y fichas. Scorzonera albicans . 281-282